# Cyrus Ingerson Scofield
Cyrus Ingerson Scofield (19 de agosto de 1843 - 24 de julio de 1921) fue un ministro religioso y escritor cristiano estadounidense. Fue el autor de una versión en inglés de la Biblia protestante conocida como la Biblia anotada de Scofield, que contiene abundantes notas explicativas.

## Juventud
Cyrus Scofield nació en el Condado de Lenawee, Míchigan. Su madre, Abigail, falleció tres meses después, de complicaciones del parto. Su padre, Elias, volvió a casarse en 1846 y se mudó con sus hijos a Clinton. Allí, la familia se adscribió a una iglesia congregacionalista, si bien más tarde parecen haberse pasado al episcopalismo.
En febrero de 1861, Cyrus se mudó a casa de su hermana Laura en Lebanon, Tenessee. Al estallar la guerra civil estadounidense, en mayo de 1861 se enroló voluntario como soldado en el Séptimo de Infantería de Tennessee del Ejército Confederado. Cayó enfermo y fue evacuado a un hospital, donde solicitó la baja definitiva por motivos de salud y por ser natural de Michigan, estado de la Unión. Mientras se decidía su caso, fue dado de alta y regresó al frente justo antes de la batalla de Seven Pines, en la que su regimiento fue diezmado. Participó también en la batalla de Antietam. El 23 de septiembre de 1862, Scofield fue por fin autorizado oficialmente a dejar el Ejército Confederado. Scofield regresó a Lebanon, huyó a Kentucky para escapar a la conscripción, juró allí fidelidad a la Unión y se instaló en San Luis, Misuri con la familia de su hermana Emeline.
En 1866 se casó con Leontine Cerré, católica de una antigua familia francesa local, con quien tuvo tres hijos (Abigail, Marie Hélène y Guy Sylvester), todos bautizados como católicos. Scofield comenzó a trabajar en el bufete de su cuñado. Fue admitido como abogado de Kansas en 1869 y fue elegido a la legislatura de Kansas por el Partido Republicano en 1871 y 1872. En 1873 fue designado fiscal federal en el distrito de Kansas. Seis meses después tuvo que renunciar debido a acusaciones de soborno y tráfico de influencias. Scofield regresó de Kansas a San Luis con su familia. En los años siguientes usó identidades falsas en diferentes estados y fue acusado varias veces de falsificación, llegando a ser encarcelado en 1878. Pasó largos periodos lejos de su familia, lo que llevó a su esposa a regresar a Kansas con sus hijas (el niño había fallecido en 1874). Scofield, en su biografía autorizada, achacaría sus problemas de esta época a su alcoholismo.
Leontine le pidió el divorcio y lo obtuvo en 1883, pero Scofield lo mantuvo en secreto. El 11 de marzo de 1884 se casó con Hettie Hall von Wartz, con quien tuvo un hijo, Noel Paul, en 1888.

## Actividad religiosa
Entre 1879 y 1880 se convirtió al cristianismo evangélico, uniéndose a la Pilgrim Congregational Church de su mentor C. L. Goodell. Fue ordenado ministro del Congregacionalismo en 1880 pero dos años más tarde fue suspendido de sus funciones.
Scofield trabajó para el predicador Dwight L. Moody y sirvió como secretario en la YMCA de San Luis. Tuvo como mentor a James H. Brookes, pastor de la Iglesia Presbiteriana de Walnut en San Luis que había abandonado el cristianismo histórico y se había convertido en un conocido dispensacionalista premileniarista. 
En 1882 Scofield empezó a trabajar como pastor de una pequeña misión congregacionalista de Dallas, Texas, la cual se convirtió posteriormente en la Primera Iglesia Congregacional (llamada actualmente Scofield Church). El año siguiente le fue levantada la suspensión a su licencia de pastor.  La misión de Scofield se vio dificultada por los prejuicios de los habitantes de Dallas hacia los norteños, los yankees. Este obstáculo desapareció cuando un antiguo compañero de armas lo reconoció en su iglesia y publicó un artículo desvelando que Scofield había servido con él en el Ejército Confederado. Scofield llegaría a ser invitado de honor, a partir de 1903, a las reuniones de veteranos confederados de Texas. Cuando Scofield dejó Dallas, en 1895, los feligreses de su iglesia se habían multiplicado de cuarenta a 551.
En 1888 Scofield asistió por vez primera a la Conferencia Bíblica del Niagara, un foro fundamentalista fundado por Brookes que defendía las creencias tradicionales del cristianismo protestante y la lectura literal de la Biblia frente a corrientes modernas que preferían la crítica histórica de los textos bíblicos. Scofield adoptó plenamente los planteamientos fundamentalistas de Brookes. Allí conoció también al misionero para China, James Hudson Taylor. Ambos se hicieron amigos de toda la vida, y la cercanía de Taylor a las misiones cristianas influenciaron a Scofield, quien fundó la Misión Central Americana en 1890 (llamada actualmente CAM International). Scofield también sirvió como secretario de la "Sociedad Misionera del Hogar Americano" de Texas y Luisiana; y en 1890, colaboró en la fundación del Lake Charles College (1890-1903) en Lake Charles, Luisiana. Publicó un folleto titulado "Rightly Dividing the Word of Truth" en 1888 y un curso de estudio bíblico en 1895. En 1890 comenzó la publicación de una revista mensual, The Believer, que cerró tras solo nueve números.
En 1896, Scofield fue nombrado pastor de la iglesia de Dwight Moody, la Trinitarian Congregational Church de Northfield del Este, Massachusetts, y también se hizo cargo de la Escuela de Entrenamiento Bíblico de Northfield de Moody. En 1897 falleció Brookes, en 1899 murió Moody y en 1900 dejó de celebrarse la Conferencia Bíblica del Niágara. Scofield estableció durante esos años una relación sólida con otra figura fundamentalista, Arno C. Gaebelein. Juntos fundaron las Conferencias de Verano de Sea Cliff, con el apoyo económico y material de un correligionario de Gaebelein en los Plymouth Brethren. Scofield también logró ser admitido al exclusivo Lotos Club de Nueva York, donde se codeó con miembros de la élite de la ciudad.

## Publicación de su Biblia y últimos años
Brookes tenía la costumbre de anotar su biblia personal con notas doctrinales y referencias cruzadas entre versículos de diferentes libros. Scofield imitó este método de trabajo. Con el tiempo, maduró el proyecto de publicar una versión de la Biblia completamente anotada. El plan quedó trazado en la Conferencia de Verano de Sea Cliff de 1902, tras la cual Scofield se preparó para volver a Dallas; una enfermedad retrasó sus planes hasta el año siguiente.
En 1905 se tomó un permiso remunerado de su ministerio pastoral en Dallas para consagrarse a su proyecto de escribir un comentario de la Biblia, trasladándose a Oxford y a la ciudad suiza de Montreux hasta 1907. La Biblia anotada de Scofield fue publicada en enero de 1909 por Oxford University Press (OUP) y rápidamente se convirtió en el material más influyente del dispensacionalismo premileniarista. Scofield se jubiló de su puesto de pastor y se dedicó a contribuir a una nueva traducción de la Biblia, la Authorized King James Bible, también de la OUP, si bien continuaron sus problemas de alcoholismo. En 1917 la UOP publicó una versión revisada de la Biblia de Scofield, que fue aun más popular que la primera edición.
Entre 1915 y 1921, la Oxford University Press le pagó a Scofield 76.847 dólares en derechos de autor. Estos ingresos, mucho mayores que los 1.500 dólares que ganaba al año como pastor en Dallas, le dieron a Scofield un tren de vida holgado.
En 1920 fue publicada la primera biografía de Scofield, escrita por su discípulo espiritual Charles G. Trumbull. En ella, Scofield se presentaba como un héroe de guerra confederado, un abogado de éxito y un estudioso elegido por Dios para editar su Biblia. La vida real de Scofield solo empezaría a ser sacada a la luz en 1988, con la publicación de una biografía escrita por Joseph M. Canfield que recogía hechos como el abandono de su primera esposa, su licencia del ejército confederado y su presunto soborno como fiscal federal.
La segunda esposa de Scofield fue su fiel compañera y asistente; Scofield le legó a ella y a su hijo todos sus bienes. Scofield nunca reconoció públicamente a las dos hijas de su primera esposa, si bien se escribió a menudo con ellas al final de su vida. Scofield falleció en su hogar en Douglaston, Long Island, en 1921. Su primer esposa, Leontine, falleció en 1936.

## Influencia
La obra más conocida de Scofield es su Biblia anotada, una biblia de estudio llena de comentarios que reflejan la teología y las opiniones de Scofield. Fue publicada por primera vez en 1909 por la editorial Oxford University Press, y gozó de una gran difusión. Las notas de Scofield enseñan el dispensacionalismo, una teología originada como concepto a comienzos del siglo XIX por el anglo-irlandés John Nelson Darby. El dispensacionalismo enfatiza las diferencias entre la Iglesia del Nuevo Testamento y el antiguo Israel del Antiguo Testamento. Scofield creía que entre la creación y el juicio final había siete eras distintas que marcarían la forma en que Dios trata con el hombre y que dichas eras constituían el marco en el que se explica el significado del mensaje de la Biblia. Fue mediante la influencia de las notas de Scofield que el dispensacionalismo y premileniarismo se convirtieron en la corriente más influyente entre los cristianos fundamentalistas que no tenían mucha preparación en los Estados Unidos, abriendo lugar a algunas ideologías, como el sionismo cristiano. Entre las figuras religiosas estadounidenses influenciadas por la enseñanza dispensacionalista se cuentan John MacArthur, John Hagee y Charles Stanley.
La teología dispensacionalista y pre-milenarista de Scofield no fue enseñada por ningún seminario hasta la fundación del Dallas Theological Seminary en 1924, tres años después de su muerte, por su discípulo Lewis Sperry Chafer.Esto, no significa que sea una creencia nueva, pues encontramos raíces desde Justino Mártir, Ireneo, Clemente de Alejandría, etc., no con un desarrollo sistematizado del sistema, pero sí esbozos de las economías divinas en el tiempo. 
La teología dispensacional de Scofield fue popularizada por la serie de novelas Left Behind, ambientadas en el mundo posterior al arrebatamiento de la Iglesia y anterior a la Segunda Venida de Cristo.